# De leur vivant
Pour plus de détails, voir Fiche technique et Distribution.
De leur vivant est un film dramatique belge écrit et réalisé par Géraldine Doignon et sorti en 2011.

## Fiche technique
- Titre original : De leur vivant
- Titre français : De leur vivant
- Réalisation : Géraldine Doignon
- Scénario : Géraldine Doignon
- Photographie : Manuel Dacosse
- Montage :
- Musique :
- Pays d'origine : Belgique
- Langue originale : français
- Format : couleur
- Genre : dramatique
- Durée :  minutes
- Dates de sortie :
  -  Belgique : 2011

## Distribution
- Yoann Blanc : Ludovic
- Anne-Pascale Clairembourg : Justine
- Christian Crahay : Henri
- Raphaële Germser : Alice
- Mathylde Demarez : Dominique
- Pedro Cabanas : Bertrand

## Récompenses et distinctions

### Nominations
- Festival des films du monde de Montréal : Golden Zenith
- Festival international du film de São Paulo : International Jury Award  Best Feature Film